# فرانک کلون
فرانک کلون (انگلیسی: Frank Clack; ۳۰ مارس ۱۹۱۲ – ۹ دسامبر ۱۹۹۵) بازیکن فوتبال اهل بریتانیا بود.
از باشگاه‌هایی که در آن بازی کرده‌است می‌توان به باشگاه فوتبال بریستول سیتی، باشگاه فوتبال گیلفورد سیتی، باشگاه فوتبال بیرمنگام سیتی، و باشگاه فوتبال برنتفورد اشاره کرد.